# Unione circoli cinematografici ARCI
L'Unione circoli cinematografici ARCI, in acronimo UCCA, è una associazione culturale nazionale per la diffusione della cultura cinematografica aderente al circuito dei circoli ARCI.

## Storia
Assieme alle altre associazioni, spesso nate per scissione dall'originaria Federazione italiana dei circoli del cinema (FICC) o dal movimento dei Cine Club del dopoguerra, l'UCCA, costituita nel 1967, viene riconosciuta a livello nazionale dalla legge nr. 153 del 1º marzo 1994 per il finanziamento dei Cine Club. L'UCCA è quindi riconosciuta dal Ministero dei Beni e delle Attività Culturali e dal Ministero del lavoro e delle politiche sociali per finalità di promozione sociale che svolge per mezzo dei circa 330 circoli cinematografici associati e presenti sul territorio nazionale.
L'UCCA svolge poi un ruolo di promozione del cinema italiano all'estero, con l'organizzazione di rassegne ed occasioni di scambio culturale cinematografico.